# 文森佐·塞魯利
文森佐·塞魯利（英語：Vincenzo Cerulli，1859年4月20日—1927年5月30日）是一位義大利天文學家，也是義大利中部泰拉莫塞魯利－泰拉莫天文台的創始人。

## 生平
1881年，文森佐·塞魯利獲得羅馬大學物理學學位，隨後進入柏林大學繼續深造。塞魯利與伊利亞·米洛塞維奇一起編制了一份星表。他是宗座額我略大學的天文學家。
塞魯利於1927年在萊科省梅拉泰去世。

## 遺產
直徑130公里的火星隕石坑塞魯利以及小行星366、小行星31028都是以他的名字命名的。
| 小行星704 | 1910年10月2日 | MPC |